# Крушевска планина
Крушевска планина (или Черни рид) е планински рид в източната част на Западните Родопи, северно разклонение на Переликско-Преспанския дял, на територията на област Пловдив.
Крушевска планина представлява северно разклонение на Переликско-Преспанския дял на Западните Родопи, отклоняваща се от него северозападно от село Глогино. Простира се от север-северозапад на юг-югоизток на 11 км, а ширината ѝ е 4 – 5 км. На изток дълбоката долина на Белишка река я отделя от рида Градище (също разклонение на Переликско-Преспанския дял), а на запад долините на Манастирска река (горното течение на Юговска река) и десният ѝ приток Крушевска река – от рида Манастирище (също северно разклонение на Переликско-Преспанския дял). Най-високата точка на рида е връх Свобода (Енихан баба – 1943,2 м), разположен в най-южната ѝ част.
Има тясно заравнено било, което на юг е разположено на височина 1500 – 1900 м, а на север се понижава до 1200 – 1300 м. Склоновете ѝ са стръмни и скалисти. Изградена е от метаморфни скали – гнайси, шисти, амфиболити и мрамори. Обрасла е с гъсти иглолистни (бор, ела) и широколистни (основно бук) гори. Развито горско стопанство и животновъдство.
В планината няма населени места. В западното подножие на връх Свобода е разположена модерната хижа „Свобода“, изходен пункт за върха, който е свещено място за християни и мюсюлмани.

## Топографска карта
- Лист от карта K-35-74. Мащаб: 1 : 100 000.